# 蒙特伦齐奥
蒙特伦齐奥是意大利艾米利亚-罗马涅大区博洛尼亚省的一个镇，距离大区首府博洛尼亚约34公里。